# 布蘭茲維爾 (密蘇里州)
布蘭茲維爾（英語：Brandsville）是位於美國密蘇里州豪厄爾縣的城市。

## 人口
根據2020年美國人口普查的數據，布蘭茲維爾的面積為1.35平方千米，皆為陸地。當地共有人口127人，而人口密度為每平方千米94人。